# Adelio Verga
Adelio Verga (Milano, 18 agosto 1938 – Milano, 30 novembre 2020) è stato un calciatore italiano, di ruolo difensore.

## Carriera
Nella stagione 1958-1959 conquista una promozione in Serie C con la maglia del Fanfulla; successivamente gioca in terza serie con i bianconeri lodigiani nella stagione 1959-1960 e nella stagione 1960-1961, che la squadra chiude al quarto posto in classifica. Nell'arco delle due stagioni gioca un totale di 46 partite in Serie C senza mai segnare. A fine anno passa all'Alessandria, con la cui maglia nella stagione 1961-1962 disputa il primo campionato di Serie B della sua carriera disputando in totale 6 partite senza mai segnare. Dopo una sola stagione con i Grigi lascia la squadra, nella quale fa poi ritorno nel 1963 e gioca l'intera stagione 1963-1964 nella quale totalizza 31 presenze senza reti in Serie B e 2 presenze senza reti in Coppa Italia. Viene poi riconfermato in squadra anche per la stagione 1964-1965, la sua ultima in carriera con il club piemontese, nel corso della quale gioca altre 11 partite nel campionato di Serie B. Chiude quindi la sua esperienza all'Alessandria con un totale di 50 presenze, 48 delle quali nel campionato di Serie B. Gioca poi al Como nella stagione 1965-1966, nella quale colleziona 11 presenze senza nessun gol in Serie C.